# 1744
Перша наукова революція •  Глухівський період в історії Гетьманщини •  Російська імперія

## Геополітична ситуація
Османську імперію очолює Махмуд I (до 1754). Під владою османського султана перебувають Близький Схід та Єгипет, Середземноморське узбережжя Північної Африки, частина Закавказзя, значні території в Європі: Греція, Болгарія і Сербія. Васалами османів є Волощина та Молдова.
Священна Римська імперія охоплює, крім німецьких земель, Угорщину з Хорватією, Трансильванію, Богемію, Північну Італію, Австрійські Нідерланди. Її імператор — Карл VII (до 1745), але на трон претендує також донька попереднього імператора Марія-Терезія. Марія-Терезія має титул королеви Угорщини. Король Пруссії є Фрідріх II (до 1786).
На передові позиції в Європі вийшла Франція, якою править Людовик XV (до 1774). Франція має колонії в Північній Америці та Індії. Король Іспанії — Філіп V з династії Бурбонів (до 1746). Королівству Іспанія належать південь Італії, Нова Іспанія, Нова Гранада та Віцекоролівство Перу в Америці, Філіппіни. Королем Португалії є Жуан V (до 1750). Португалія має володіння в Бразилії, в Африці, в Індії, в Індійському океані й Індонезії.
Північ Нідерландів займає Республіка Об'єднаних провінцій. Вона має колонії в Північній Америці, Індонезії, на Формозі та на Цейлоні. Великою Британією править Георг II (до 1760). Британія має колонії в Північній Америці, на Карибах та в Індії. Король Данії та Норвегії — Крістіан VI (до 1746), на шведському троні сидить Фредерік I (до 1751). На Апеннінському півострові незалежні Венеційська республіка та Папська область. У Речі Посполитій королює Август III Фрідріх (до 1763). На троні Російської імперії сидить Єлизавета Петрівна (до 1761).
Україну розділено по Дніпру між Річчю Посполитою та Російською імперією. Управління Лівобережною Україною здійснює Правління гетьманського уряду. Нова Січ є пристановищем козаків. Існує Кримське ханство, якому підвладна Ногайська орда.
В Ірані при владі династія Афшаридів.
Значними державами Індостану є Імперія Великих Моголів, Імперія Маратха. В Китаї править Династія Цін. У Японії триває період Едо.

## Події

### В Україні
- Кошовий отаман Війська Запорізького — Яким Ігнатович.
- Олексій Розум та його молодший брат Кирило отримали нове прізвище «Розумовські», графські титули і дворянський герб із зображенням двох українських козаків.
- Російська імператриця Єлизавета Петрівна здійснила вояж Україною. Українська старшина влаштувавши цариці гучне привітання в Києві, подала прохання про відновлення гетьманства. А сам Олекса Розумовський запропонував цариці кандидата на гетьмана — свого молодшого брата Кирила Розумовського.

### У світі
- Утворилася перша саудівська держава — Дірійський емірат.
- На Філіппінах почалося повстання проти іспанських колонізаторів, що тривало 83 роки.
- Сильні шторми зірвали вторгнення французів у Велику Британію.
- 22—23 лютого франко-іспанський флот завдав поразки британському в битві біля Тулона.
- 15 березня Франція оголосила війну Великій Британії.
- 20 квітня у битві біля Вільяфранки французько-іспанські війська завдали поразки британсько-сардинським.
- 22 травня проголошено німецький союз у складі Пруссії, Гессен-Касселя та Курпфальцу.
- Почалася Друга Сілезька війна, що була окремим театром Війни за австрійську спадщину. 1 листопада прусська армія почала бомбардування Праги, змусивши місто через два тижні здатися.
- Олексій Бестюжев-Рюмін став канцлером Російської імперії.
- 28 червня принцеса Софія Ангальм-Цербсту прийняла православ'я й узяла ім'я Катерина.
- Іранський шах Надер взяв у облогу турецьке місто Карс.
- У Північній Америці почалася війна короля Георга між британськими та французькими колоністами.

### Наука та культура

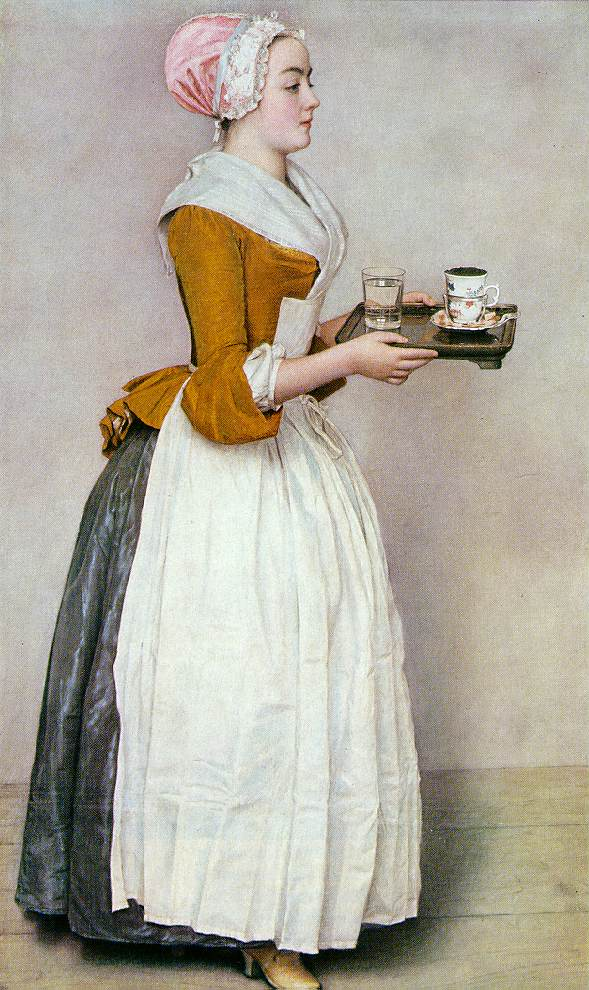
Шоколадниця

- Леонард Ейлер відкрив катеноїд і доказав, що він має мінімальну поверхню.
- Велика комета 1744 року спостерігалася до квітня.
- Медаль Коплі отримав натураліст Генрі Бейкер.
- Опубліковано «Твір про вогонь» Емілі дю Шатле.
- Жан Етьєн Ліотар написав пастель «Шоколадниця».
- Завершилося будівництво Вюрцбурзької резиденції.
- Затверджено перші правила гри в гольф[1][2].
- Карл Лінней замінив Андерса Цельсія на посаді президента Шведської королівської академії наук.

## Народились
див. також Категорія:Народились 1744
- 1 серпня — Жан Батист П'єр Антуан Ламарк, французький натураліст, основоположник зоопсихології
- 20 вересня — Джакомо Кваренгі, російський архітектор італійського походження

## Померли
див. також Категорія:Померли 1744
- 23 січня — В Неаполі у віці 76 років помер Джамбаттіста Віко, італійський філософ, історик і правознавець, основоположник сучасної філософії історії (Заснування нової науки про загальну природу націй).
- 25 квітня — В Упсалі (Швеція) на 42-му році життя помер шведський астроном Андерс Цельсій, відомий головним чином як автор температурної шкали — він взяв за основу точки замерзання і кипіння води і розділив відстань між ними на 100 градусів.
- 17 жовтня — У Кремоні у віці 46 років помер Джузеппе Антоніо Гварнері, найзнаменитіший італійський майстер смичкових інструментів.